# Легенда (фільм)
«Легенда» — американський епічний пригодницький фільм 1985 року у жанрі темного фентезі, знятий режисером Рідлі Скоттом з Томом Крузом, Міа Сарою та Тімом Каррі в головних ролях. Фільм обертається навколо Джека, чистої істоти, який повинен зупинити Володаря темряви, який планує накрити світ вічною тьмою.
Незважаючи на те, що він не мав комерційного успіху під час першого виходу, він отримав нагороду Британського товариства кінематографістів за найкращу операторську роботу в 1985 році для оператора Алекса Томсона, а також був номінований на кілька нагород: Оскар за найкращий грим; премія «Сатурн» за найкращий макіяж; Премія BAFTA за найкращий дизайн костюмів, найкращий візажист, найкращі спеціальні візуальні ефекти; DVD Exclusive Awards та Молодий актор. З моменту прем'єри та подальшого виходу нерейтингової режисерської версії фільм став культовою класикою.

## Виробництво

### Розвиток
Під час зйомок «Дуелянтів»(1977) у Франції Рідлі Скотт задумав «Легенду» після того, як інший запланований проєкт, «Трістан та Ізольда», тимчасово провалився. Однак він вважав, що це буде художній фільм з обмеженою привабливістю для глядачів, і продовжив зйомку «Чужого» (1979) та зробив попередню роботу у 1979 над «Дюною»(1984), ще одним призупиненим проектом, який зрештою був завершений режисером Девідом Лінчем. Розчарований, Рідлі Скотт повернувся до ідеї екранізувати казку чи міфологічний сюжет.
Для натхнення Скотт прочитав усі класичні казки, включаючи казки братів Грімм. З цього він задумав історію про юного відлюдника, який перетворюється на героя, коли бореться з Темрявою, щоб врятувати прекрасну принцесу та звільнити світ від зимового прокляття.

### Накладний макіяж
За винятком Круза та Сари, усі головні актори проводили години щоранку, наносячи багато макіяжу. Від 8 до 12 протезів накладалися окремо на кожне обличчя, потім гримувалися, формувалися та прищеплювались до обличчя актора так, щоб протези рухалися разом із м'язами. Кожна особа потребувала трьох візажистів, які працювали над нею в середньому три з половиною години, витрачаючи на накладення протезів. Акторові Тіму Каррі знадобилося п'ять з половиною годин, тому що все його тіло було вкрите гримом, що є найскладнішим дизайном персонажа у фільмі.

## У ролях
| Актор          | Роль            |
| -------------- | --------------- |
| Том Круз       | Джек            |
| Міа Сара       | принцеса Лілі   |
| Тім Каррі      | Володар Темряви |
| Девід Беннент  | Гоніторн Гамп   |
| Аліс Плейтен   | Блікс           |
| Роберт Пікардо | Мег Маклбонз    |